# Polling im Innkreis
Polling im Innkreis est une commune autrichienne du district de Braunau am Inn en Haute-Autriche.

## Géographie
Le village est arrosé par l'Ach, un affluent de l'Inn.

## Histoire

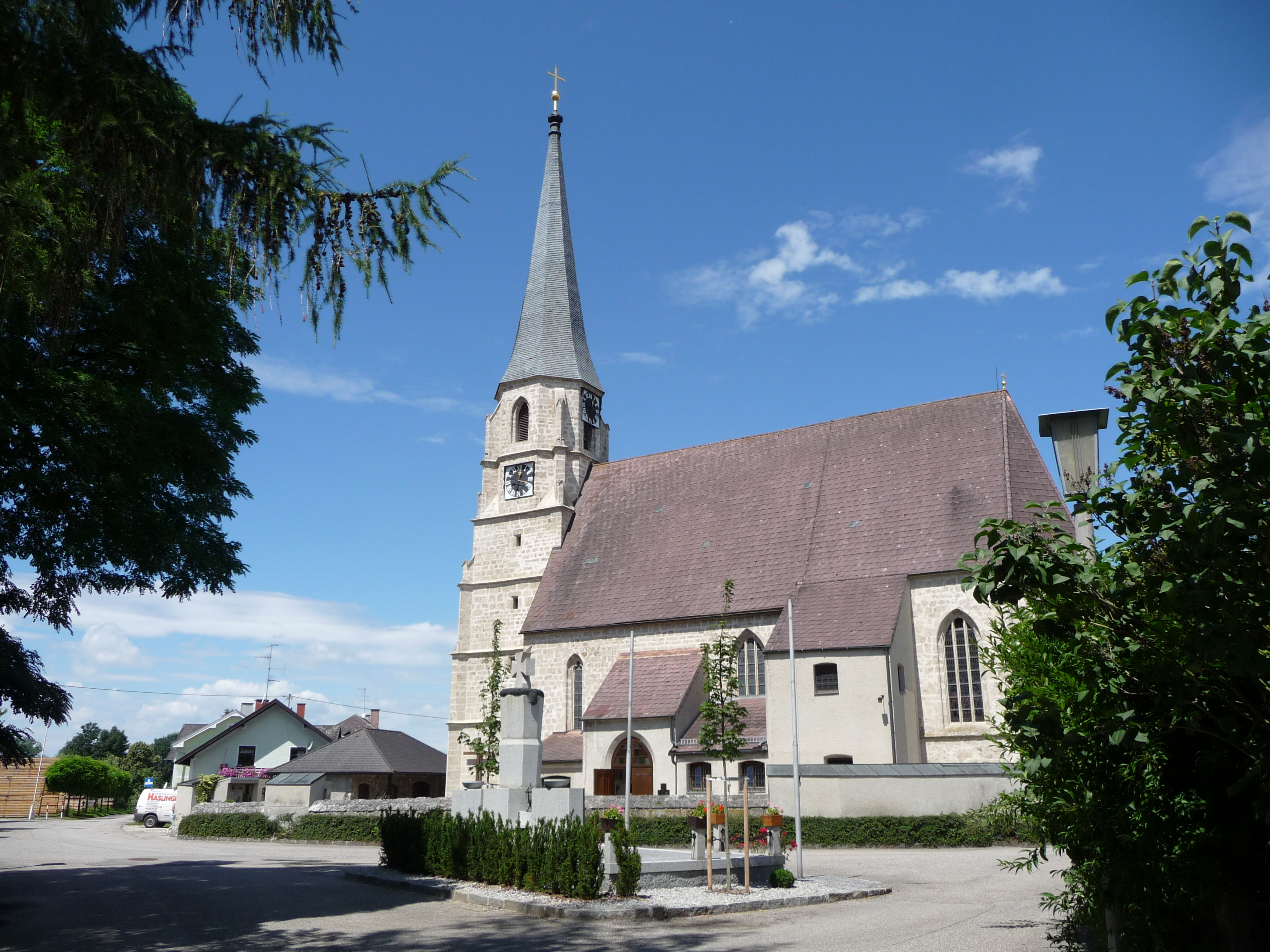
église dédiée à André l'apôtre.
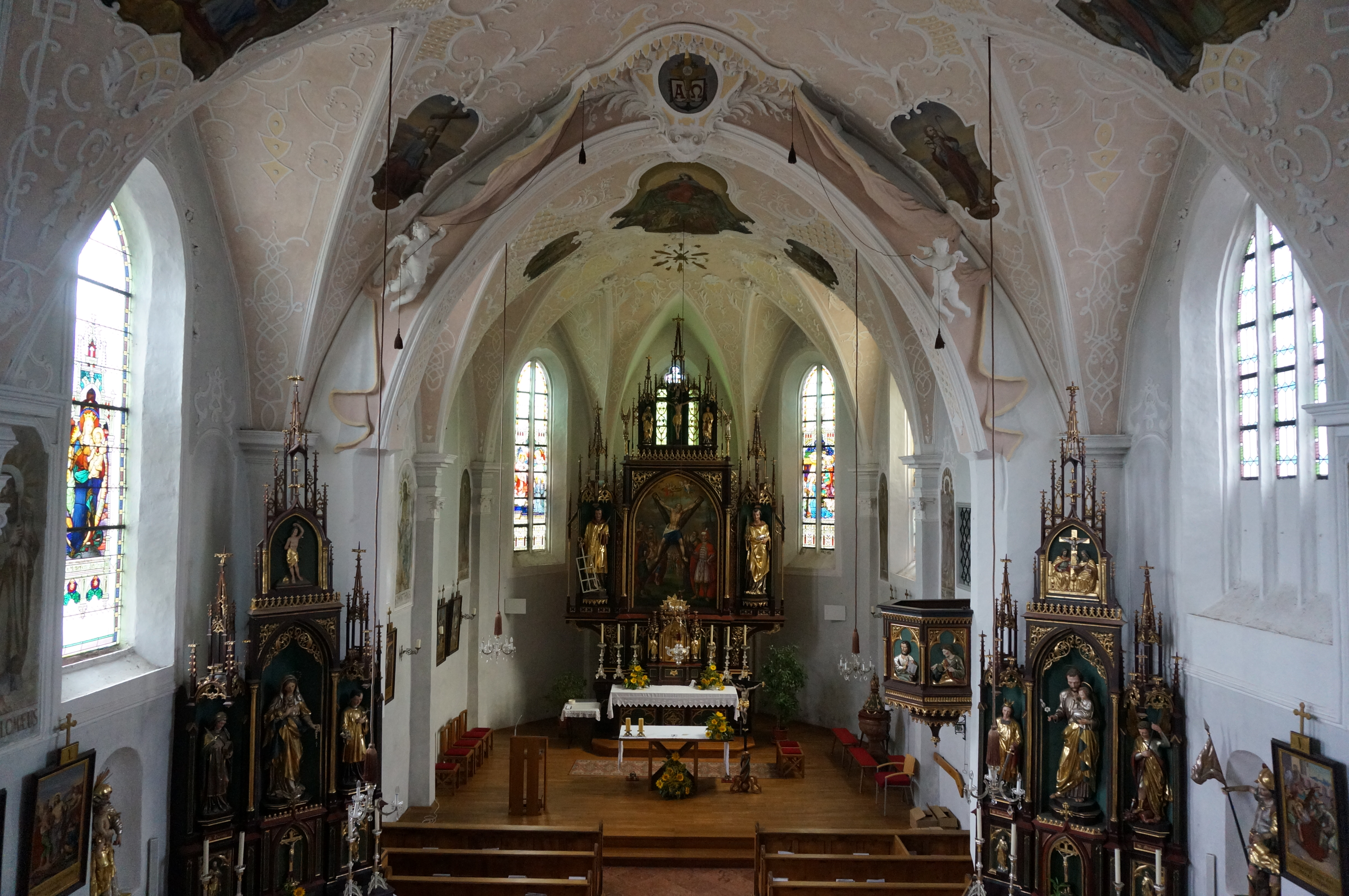
La nef, le chœur et les peintures du plafond.
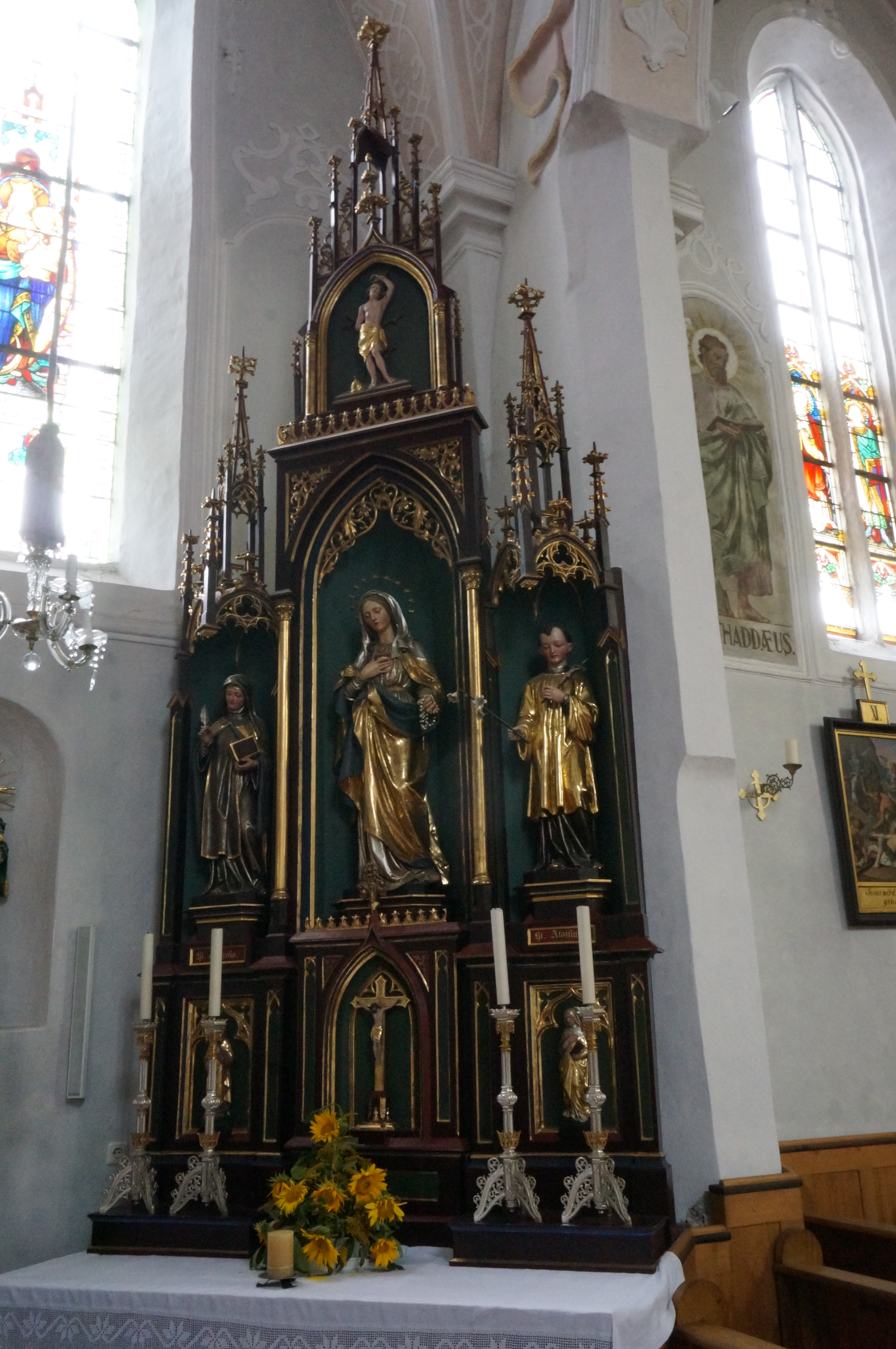
autel baroque.

Une église à l'intérieur richement décoré en style baroque.